# Tropiocolotes naybandensis
Espèce
Tropiocolotes naybandensis est une espèce de geckos de la famille des Gekkonidae.

## Répartition
Cette espèce est endémique de la province de Bouchehr en Iran.

## Description
Le mâle holotype mesure 63,59 mm dont 34,31 mm pour la queue.

## Étymologie
Son nom d'espèce, composé de nayband et du suffixe latin -ensis, « qui vit dans, qui habite », lui a été donné en référence au lieu de sa découverte, le district rural de Nayband où ont été trouvés les spécimens ayant servi à décrire l'espèce.

## Publication originale
- Krause, Ahmadzadeh, Moazeni, Wagner & Wilms, 2013 : A new species of the genus Tropiocolotes Peters, 1880 from western Iran (Squamata: Sauria: Gekkonidae). Zootaxa, no 3716 (1), p. 22-38.